# Thelma Houston

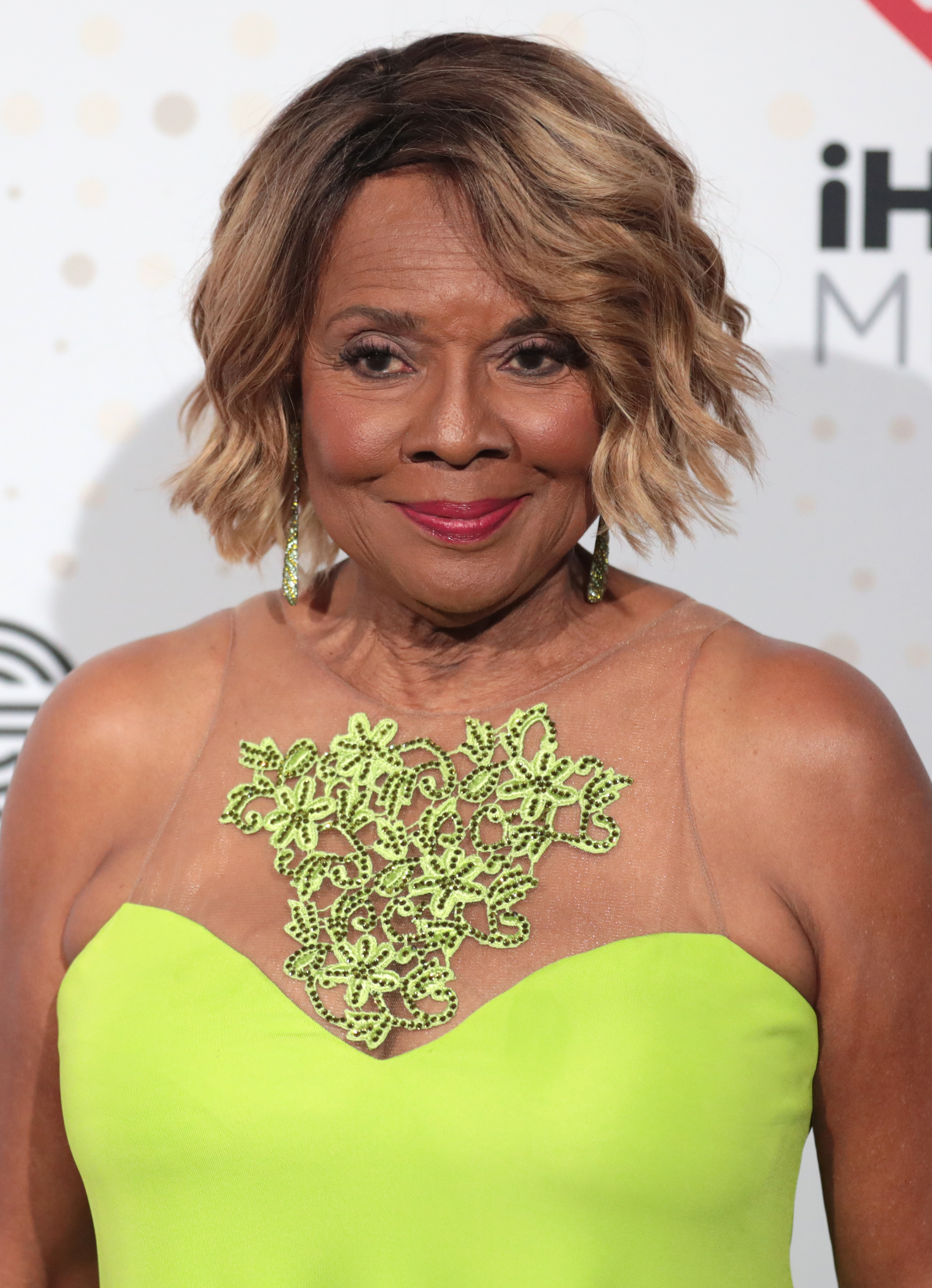
Thelma Houston, 2023

Thelma Houston (* 7. Mai 1946 als Thelma Jackson in Leland, Mississippi) ist eine US-amerikanische R&B- und Disco-Sängerin und gelegentliche Schauspielerin. Ihr größter Erfolg Don’t Leave Me This Way war Anfang 1977 ein weltweiter Hit, wurde mit einem Grammy ausgezeichnet und entwickelte sich zu einem der größten Disco-Klassiker.

## Leben und Wirken
Thelma Houston wuchs in bescheidenen Verhältnissen auf. Ihre Mutter arbeitete als Baumwollpflückerin, um Thelma und ihre drei Schwestern zu ernähren. In ihrer Jugend zog die Familie nach Kalifornien. Houston schloss die High School ab, heiratete und bekam zwei Kinder. Die Ehe wurde später geschieden. Ihre ersten professionellen musikalischen Schritte tat sie in den 1960er Jahren in der Gospelband The Art Reynolds Singers. 1966 unterschrieb sie ihren ersten Solo-Vertrag bei Capitol und veröffentlichte dort die beiden erfolglosen Singles Baby Mine (1966) und Don't Cry, My Soldier Boy (1967). Der damalige Manager der Fifth Dimension, Marc Gordon, war von ihrer Stimme so beeindruckt, dass er ihr 1969 einen Vertrag bei ABC/Dunhill besorgte. Ihre Debüt-LP Sunshower wurde noch im gleichen Jahr von Star-Produzent und Songschreiber Jimmy Webb, der auch mit The Fifth Dimension gearbeitet hatte, verantwortet. Bis auf Jumpin' Jack Flash von den Rolling Stones schrieb er alle Songs für Thelma, die er in den Liner Notes als „das wunderbarste Talent, das ihm jemals begegnet sei“ bezeichnete. Dennoch hatte das Werk keinen Erfolg.
Im Jahre 1971 unterschrieb Houston einen neuen Vertrag: Beim Motown-Unterlabel Mowest veröffentlichte die Sängerin einige wenige Singles sowie ihre zweite LP Thelma Houston (1972), bevor die Marke 1973 wieder eingestellt wurde und Houston zum Hauptlabel Motown wechselte. Im Jahre 1974 gelang ihr mit You've Been Doing Wrong for So Long ein Achtungserfolg – die Aufnahme wurde für den Grammy nominiert und erreichte Platz 64 in den amerikanischen R&B-Charts. Thelma Houstons berühmtester Song Don’t Leave Me This Way, im Original von Harold Melvin and the Blue Notes, war Anfang 1977 ein Nummer-eins-Hit in den amerikanischen Pop- und R&B-Charts. In Deutschland erreichte sie mit dem Lied im gleichen Jahr Platz 41. 1978 wurde sie mit dem Grammy für die beste weibliche R&B-Gesangsleistung ausgezeichnet. Zu dieser Zeit gehörte Houston zu den gefragtesten Disco-Queens. An ihren größten Hit konnte sie aber nie richtig anschließen. Zu ihren weiteren Erfolgen zählen Saturday Night, Sunday Morning (1979, USA Platz 37, R&B Platz 19) und You Used to Hold Me So Tight (1984, R&B Platz 13, UK Platz 49). 1980 arbeitete sie erneut mit Jimmy Webb zusammen: Die LP Breakwater Cat enthielt fünf seiner Kompositionen; außerdem fungierte er als ausführender Produzent des Albums. 1998 hatte Houston einen Gesangsauftritt in dem Film Studio 54, der die Geschichte der legendären New Yorker Disco erzählt. Sie interpretierte Have Yourself a Merry Little Christmas und steuerte für den Soundtrack ihren größten Hit Don’t Leave Me This Way bei. Dieser wurde 2004 in die neu gegründete Dance Music Hall of Fame aufgenommen. Im Jahr darauf gewann Houston eine Ausgabe der Comeback-Show Hit Me, Baby, One More Time des amerikanischen Fernsehsenders NBC. 2007 erschien ihr bislang letztes Album A Woman's Touch, das ausschließlich Lieder beinhaltet, die im Original von männlichen Interpreten aufgenommen wurden.
Houston tritt nach wie vor regelmäßig auf. 2016 präsentierte sie ihr Programm Thelma Houston: Motown, Memories & Me!.
Houston nahm von März bis Mai 2024 als Clock an der elften Staffel der US-amerikanischen Version von The Masked Singer teil, in der sie den dritten Platz erreichte.
Sie ist entgegen manchen Quellen nicht verwandt mit Whitney Houston.

## Diskografie

### Alben
Dunhill
- 1969: Sunshower

Motown
- 1972: Thelma Houston
- 1976: Any Way You Like It
- 1977: Thelma & Jerry (mit Jerry Butler)
- 1978: The Devil in Me
- 1978: Ready to Roll
- 1978: Two to One (mit Jerry Butler)
- 1979: Ride to the Rainbow
- 1982: Reachin' All Around

Sheffield Lab
- 1975: I've Got the Music in Me (mit Pressure Cooker)

RCA
- 1980: Breakwater Cat
- 1981: Never Gonna Be Another One

MCA
- 1983: Thelma Houston
- 1984: Qualifying Heat

Reprise
- 1990: Throw You Down

Fonit Cetra
- 1994: Thelma Houston (nur in Italien)

Shout Factory
- 2007: A Woman's Touch

### Singles
- 1977: Don’t Leave Me This Way
- 1981: If You Feel It
- 1984: You Used to Hold Me So Tight
- 1985: (I Guess) It Must Be Love

## Auszeichnungen für Musikverkäufe
| Goldene Schallplatte - Kanada - 1978: für die Single Don’t Leave Me This Way |

| Land/RegionAuszeichnungen für Musikverkäufe (Land/Region, Auszeichnungen, Verkäufe, Quellen) | Gold  | Platin | Verkäufe | Quellen         |
| -------------------------------------------------------------------------------------------- | ----- | ------ | -------- | --------------- |
| Kanada (MC)                                                                                  | Gold1 | —      | 75.000   | musiccanada.com |
| Insgesamt                                                                                    | Gold1 | —      |          |                 |